# Юдин, Павел Алексеевич
Па́вел Алексе́евич Ю́дин (26 декабря 1900, Екатеринослав, Екатеринославская губерния, Российская империя — 3 июня 1956, Харьков, Украинская ССР, СССР) — советский военачальник, участник  освобождения Западной Украины и Белоруссии, Великой Отечественной войны. Генерал-майор танковых войск (1945).

## Биография

### Начальная биография
Родился 26 декабря 1900 года в городе Екатеринослав Екатеринославской губернии (ныне город Днепр, Украина). Русский.
Окончил 2 класса Екатеринославского высшего начального училища (1914).
Член ВКП(б) с 1919 года.
Образование. Окончил Высшую БТ школу (1923), КУКС при автоброневой школе (1925), ВАММ (1936).

### Служба в армии
В РККА призван 19 января 1919 года Екатеринославским военкоматом.
С 19 января 1919 года - красноармеец автоброневого дивизиона Заднепровской дивизии. С июня 1919 года - красноармеец автоброневого дивизиона Крымской армии. С сентября 1919 года - красноармеец 45-го автоброневого отряда 12-й армии.
С марта 1920 года - курсант подготовительных курсов, а затем курсант Высшей бронетанковой школы.
С февраля 1923 года - командир бронемашины 2-го автоброневого отряда Московского военного округа.
С октября 1923 года по 28 августа 1925 года - слушатель курсов усовершенствования комсостава при автоброневой школе (Ленинград).
С сентября 1925 года - командир бронемашины, с 1 апреля 1929 года - командир взвода 12-го автобронедивизиона 3-й кавалерийской дивизии. С февраля 1930 года - командир учебного взвода моторизованного отряда 45-й Волынской Краснознамённой стрелковой дивизии. Дивизия охраняла западную сухопутную советско-польскую границу.
С 25 ноября 1931 года по декабрь 1936 года - слушатель Военной академии механизации и моторизации РККА им. И. В. Сталина.
4.01.1937 года назначен командиром отдельного танкового батальона 52-й стрелковой дивизии. 
С 19 апреля 1938 года - начальник АБТС 52-й стрелковой дивизии. С 13.08.1939 — 08.10.1939 года участвовал в освобождении Западной Белоруссии и Украины. C 30 ноября 1939 года по 12 марта 1940 года принимал участие в советско-финляндской войне.
С 19.08.1940 года назначен помощником командира по стр/части 35-й легкотанковой бригады.  25.03.1941 года назначен командиром 101-го танкового полка 51-й танковой дивизии 23-го механизированного корпуса.

### В Великую Отечественную войну
Начало Великой Отечественной войны встретил в занимаемой должности.
С 10.07.1941 года — командир 220-го танкового полка 110-й танковой дивизии. С 1 сентября возглавил 141-й танковый полк 141-й танковой бригады (сформированной на базе расформированной дивизии). 30 сентября 1941 года тяжело ранен и эвакуирован в госпиталь.
28.12.1941 года назначен заместителем командира 49-й танковой бригады. 
20.02.1942 года назначен заместителем командующего 51-й армии по танковым войскам. 
Со 2 марта 1943 года - командующий БТ и МВ 51-й армии. 
С 2 июня 1943 года - врид командующего БТ и МВ 2-й гвардейской армии.
С 10 ноября 1944 года- врид Командующего БТ и МВ 2-го Белорусского фронта.
С 10 апреля 1945 года по 23 января 1946 года - слушатель ускоренного курса Высшей военной академии им. К. Е. Ворошилова. С 23 января 1946 года в распоряжении командующего БТ и МВ СА.

### Дальнейшая деятельность
С 25.07.1946 года назначен Командующим БТ и МВ Южно-Уральского ВО .
С 24.06.1947 года назначен начальником 2-го Казанского (С 4.09.1947 года переименовано в Северо-Кавказское) танкового училища. 
С 9.07.1948 года назначен командующим БТ и МВ Уральского ВО. 
С 15 июня 1950 года в распоряжении командующего БТ и МВ СА . 
С 31.08.1950 года назначен Начальником Харьковского гвардейского танкового училища.
Проживал в Харькове.
Умер 3 июня 1956 года в Харькове.

## Награды
Орден Ленина (21.02.1945), четыре Ордена Красного Знамени (01.04.1943), 03.11.1944 , 10.04.1945, (20.6.1949), Орден Кутузова II степени (17.09.1943), Орден Отечественной войны I степени (16.05.1944), Орден Красной Звезды (07.05.1940).
Медали: «XX лет РККА» (1938), «За оборону Сталинграда» (02.07.1943), «За победу над Германией в ВОВ 1941-1945 гг.» (23.06.1945); и другие.
- Знак «Гвардия»

## Память
- На могиле установлен надгробный памятник.
- Имя воина увековечено в Главном Храме Вооружённых сил России, и навсегда запечатлено на мемориале «Дорога памяти» [12]